# Manuel Neira
Manuel Alejandro Neira Díaz (Santiago, 1977. október 12. –) chilei válogatott labdarúgó.

## Pályafutása

### Klubcsapatban
Pályafutása során sok csapatban és sok országban megfordult és nem nagyon tudott megragadni tartósan egyik együttesénél sem. 1993-ban mutatkozott be a Colo-Colóban, de rövidesen kölcsönadták a brazil São Paulónak és az Evertonnak. 1998-ban megnyerte a chilei bajnokságot. 1998 és 1999 között a spanyol Las Palmasban szerepelt, majd visszatért a Colo-Colóhoz. 2000 és 2001 között Argentínában a Racing Clubban játszott. 2001-ben az Unión Española, 2001 és 2002 között a kolumbiai América de Cali labdarúgója volt. 2002-től 2004-ig ismét a Colo-Colóban játszott, melynek tagjaként további két bajnoki címet szerzett. 2005-ben a mexikói Chiapas játékosa volt. 2005 és 2006 között az Unión Española volt a csapata, mellyel 2005-ben megnyerte az Apertura bajnokságot.
2006-ban Oroszországba szerződött az Alanyija Vlagyikavkav csapatához, de mindössze egy mérkőzésen kapott lehetőséget. 2007-ben az izraeli Hapóél Tel-Aviv igazolta le, de nem lépett pályára. 2007-től 2009-ig ismét az Unión Españolában futballozott. Később játszott még a Deportes La Serena (2010), az ecuadori Universidad Católica (2010), a San Luis (2011), a Santiago Morning (2012) és az Unión San Felipe (2012) csapatában.

### A válogatottban
1998 és 2006 között 13 mérkőzésen szerepelt a chilei válogatottban és 2 gólt szerzett. Részt vett a 2001-es Copa Américán, valamint az 1998-as világbajnokságon, de nem kapott lehetőséget egyetlen mérkőzésen sem.

## Sikerei, díjai
Colo-Colo
- Chilei bajnok (3): 1997 Clausura, 1998, 2002 Clausura

São Paulo
- Recopa Sudamericana győztes (1): 1994

Unión Española
- Chilei bajnok (1): 2005 Apertura